# Proto
Proto is een bestuurslaag in het regentschap Pekalongan van de provincie Midden-Java, Indonesië. Proto telt 2700 inwoners (volkstelling 2010).